# Енергетик (стадіон, Бурштин)
«Енерге́тик» — стадіон у місті Бурштині Галицького району Івано-Франківської області. Домашня арена футбольного клубу НФК «Бурштин», раніше — клубу «Енергетик» (Бурштин). Зараз служить домашньою ареною для команди Карпати (Галич), яка виступає у Другій Лізі України.

## Історія
У 1970 році, у зв'язку з виходом Бурштинської теплової електростанції на повну потужність, рівень Бурштинського водосховища піднявся до максимуму і вода затопила стадіон, на якому проводила домашні зустрічі місцева команда. Тому бурштинська команда декілька років ані в обласних, ані в районних змаганнях участі не брала. Аби не втратити форму бурштинські футболісти виступали за команди сусідніх сіл, а також проводили товариські поєдинки проти команд Бовшева, Більшівців, Лучинців.
У 1972 році у вищому дивізіоні обласного футболу від Бурштина було заявлено «Енергію», яка домашні матчі проводила на стадіонах сусідніх сіл.
У 1976 році в Бурштині нарешті було відкрито новий стадіон. Це дало потужний поштовх для розвитку футболу. Саме цього року дирекція Бурштинської ТЕС створила нову команду й оскільки в ній переважали працівники котлотурбінного цеху, то вона отримала назву «Генератор».
Відкриттю нової спортивної арени було приурочено товариську зустріч новачка з грандом обласного футболу — івано-франківським «Спартаком». Подивитись на гру місцевих улюбленців з іменитим суперником прийшло близько 8000 глядачів. Перший удар по м'ячу на новому стадіоні здійснив ветеран бурштинського футболу Олексій Вінніков. Після чого глядачі, котрі вперше зібрались на стадіоні, мали змогу спостерігати за надзвичайно захопливою грою. Обидві команди показали швидкий комбінаційний футбол, і хоча бурштинці поступились з рахунком 3:5, по грі жодним з компонентів не виглядали слабшим.
У 1985 році у Бурштині відбувся футбольний матч, в якому місцевий «Генератор» зустрічався з ветеранами київського «Динамо». Бурштинці мали можливість вперше побачити на своєму футбольному полі таких відомих майстрів шкіряного м'яча, як Євген Рудаков, Йожеф Сабо, Віталій Хмельницький, Володимир Безсонов та інших. Матч проходив при переповнених трибунах. У першому таймі Віталій Хмельницький та Володимир Бойко забили у ворота господарів два м'ячі. У другій половині зустрічі гравцям «Генератора» вдалося відігратись. Відквитали пропущене В. Василів та М. Вольман. Матч завершився бойовою нічиєю 2:2. Найкращими гравцями обох команд визнали воротаря киян Євгена Рудакова та нападника бурштинців Михайла Вольмана.

## Адреса
- 77111, м. Бурштин, Івано-Франківська область, вул. Міцкевича, 49.
- Телефон/факс (03438) 4-25-36.